# Ngandou
Ngandou est une localité et une commune rurale de la préfecture du Mbomou, en République centrafricaine. Elle s’étend au sud de la localité de Gambo, chef-lieu de sous-préfecture. 

## Géographie
Située au sud-ouest de la préfecture du Mbomou, la commune est limitrophe de la préfecture de Basse-Kotto et frontalière du Congo RDC. 
|                | Gambo     |            |
| Kotto-Oubangui | Ngandou   | Ouango     |
|                | Congo RDC | Ngbandinga |

## Villages
La commune est constituée de 53 villages en zone rurale recensés en 2003 : Alaga 1, Allaga 2, Alle, Bagnon, Banga, Bangba-Bilango, Bangoua, Boungou, Dalikouba, Denga, Diberet, Gbagba Bokou, Gbitto, Gboh-Wanet, Goyo, Kangou, Karafa, Kassamoumbe, Kembe Kette, Kolongo, Kpegbia, Kpetene, Ligomba Gninguere, Madou, Mandangbanda, Mbangui, Mbima, Metto, Ndaye, Ndonga, Ngake, Ngalakpa, Ngandou, Nganito, Ngbale, Ngouakouzou, Ngougnon, Ogbalet-Siolo, Ouango, Pombolo, Popongo, Poungbando, Sambia Nganda, Takou, Tepere, Touaka, Wanza-Bileingo, Wapongo, Yappi, Youvoungou 1, Youvoungou 2, Zime Plantation, Zime Village.

## Éducation
La commune compte 6 écoles en 2015 : Nganda, Ngalakpa, Kassamoumbe, Ngandou, Ouazoua-Bilengo et Yappy.